# أنبوب ساتون

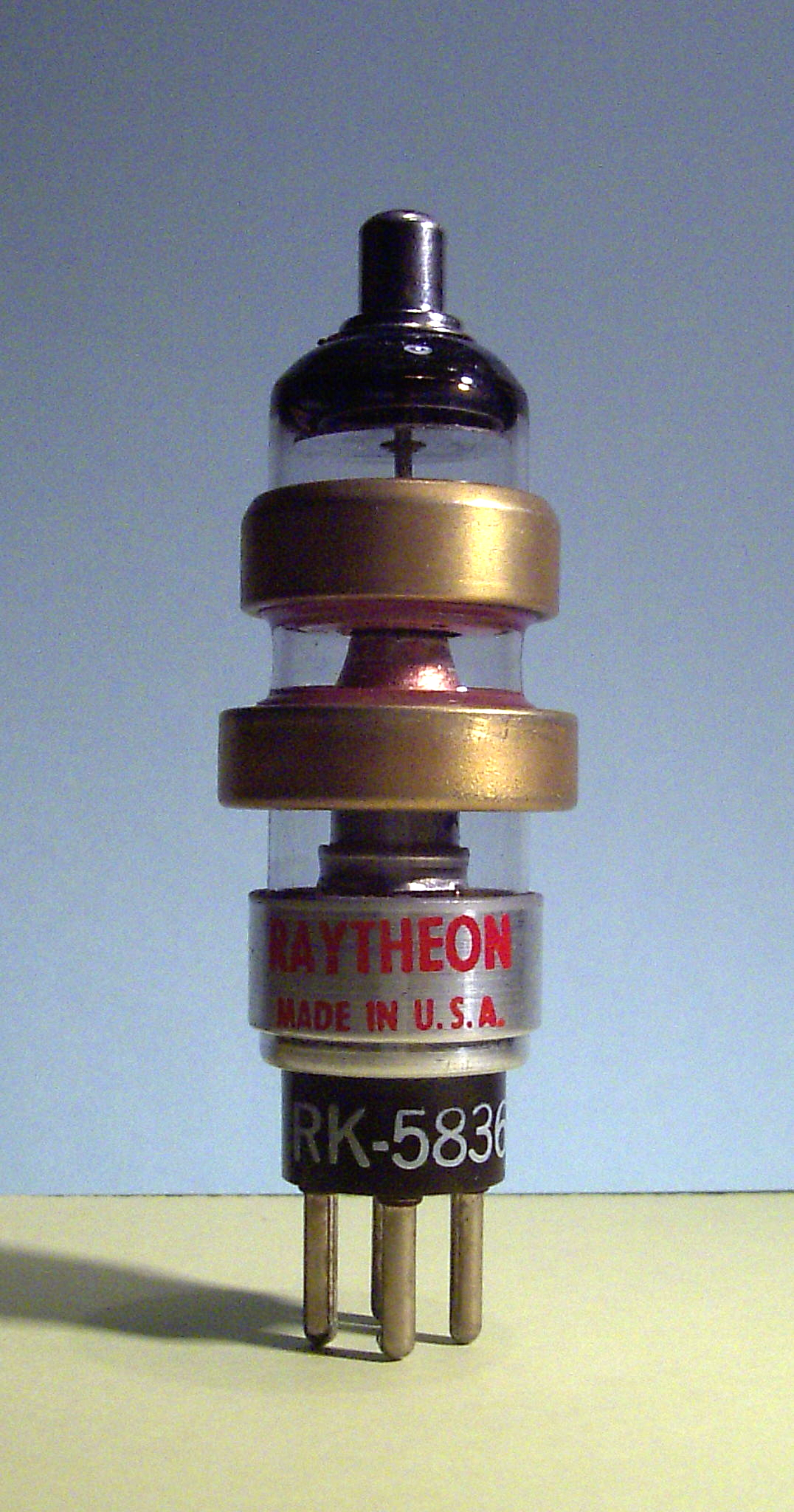
5836، كليسترون منعكس نموذجي يستخدم كمصدر ميكروويف منخفض الطاقة. لاحظ الطرف الموجود أعلى الأنبوب، المستخدم لتشغيل جهاز البقاء على قيد الحياة.

أنبوب ساتون (بالإنجليزية: Sutton tube)‏، يسمى أيضاً أنبوب ريفليكس كليسترون، وهو نوع من الأنابيب المفرغة المستخدمة لتوليد طاقة أفران الميكروويف. إنه جهاز منخفض الطاقة يستخدم بشكل أساسي لغرضين؛ الأول هو توفير مصدر تردد منخفض الطاقة قابل للضبط للمذبذبات المحلية في دوائر الاستقبال، والآخر، مع تعديلات طفيفة، كمفتاح يمكن تشغيل وإيقاف مصدر ميكروويف آخر. كان الاستخدام الثاني، الذي يُعرف أحيانًا باسم أنبوب ساتون الناعم أو مفتاح رومباترون، مكونًا رئيسيًا في تطوير رادار الميكروويف من قبل بريطانيا خلال الحرب العالمية الثانية. تُعرف مفاتيح الموجات الدقيقة من جميع التصميمات، بما في ذلك هذه، بشكل عام باسم أنابيب T / R أو خلايا T / R.
تم تسمية أنبوب ساتون على اسم أحد مخترعيه، روبرت ساتون، وهو خبير في تصميم الأنبوب المفرغ. طُورت تصميمات كليسترون الأصلية في أواخر الثلاثينيات في الولايات المتحدة، وطُلب من ساتون تطوير نسخة قابلة للتعديل. طور النماذج الأولى في أواخر عام 1940 أثناء عمله في مؤسسة الأميرالية للإشارات والرادار (بالإنجليزية: Admiralty Signals and Radar)‏. تم استخدام أنابيب ساتون على نطاق واسع في مجموعة متنوعة من الأشكال خلال الحرب العالمية الثانية وخلال الستينيات. ومنذ ذلك الحين، تم الاستيلاء على دورها بواسطة أجهزة الحالة الصلبة مثل الصمام الثنائي لقن، الذي أصبح متاحًا في السبعينيات. يشير مصطلح «رومباترون» إلى تصميم تجويف الرنين الذي كان جزءًا من العديد من الكليسترونات، في إشارة إلى الرومبا بسبب الحركة الشبيهة بحركة الإلكترونات.

## مفهوم كليسترون الأساسي

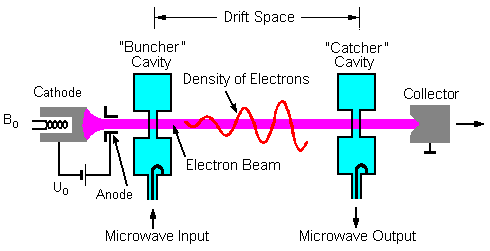
في كليسترون ثنائي التجويف، "تتجمع" الإلكترونات أثناء تحركها بين التجاويف، مما يعيد تكوين الإشارة الأصلية.

تشترك نظرية كليسترون في المفهوم الأساسي القائل بأن ناتج الميكروويف يتم إنشاؤه عن طريق تسريع الإلكترونات ثم إبطائها تدريجياً في مساحة مفتوحة محاطة بتجويف طنين. أسهل تصميمات كليسترون لفهمها لها تجاويفان.
يتم توصيل التجويف الأول بإشارة المصدر، وهو مصمم ليتردد صداها بالتردد المطلوب، وملء باطنه بمجال كهربائي متذبذب. أبعاد التجويف هي دالة لطول الموجة، ومعظمها عبارة عن أسطوانات مسطحة على شكل قرص هوكي بأحجام مختلفة. يتم حفر ثقب من خلال الوسط، في وسط «عفريت».
يمر تيار من الإلكترونات التي يتم إطلاقها من مدفع إلكتروني عبر الفتحة، ويؤدي المجال المتغير إلى تسريعها أو إبطائها أثناء مرورها. وراء التجويف، تلحق الإلكترونات المتسارعة بالإلكترونات المتباطئة، مما يتسبب في تجمع الإلكترونات في التيار. يؤدي هذا إلى إعادة إنشاء الدفق نمط الإشارة الأصلية في كثافة الإلكترونات. يجب أن تكون هذه المنطقة من الأنبوب طويلة إلى حد ما لإتاحة الوقت لإكمال هذه العملية.
ثم تمر الإلكترونات عبر تجويف ثانٍ مشابه للتجويف الأول. أثناء مرورها، تتسبب الحزم في إحداث مجال كهربائي متغير في التجويف، مما يؤدي إلى إعادة تكوين الإشارة الأصلية ولكن عند تيار أعلى بكثير. توفر نقطة النقر على هذا التجويف خرج الميكروويف المكبر.

## المذبذبات المحلية

يقوم كليسترون المنعكس بشكل أساسي بطي التصميم ثنائي التجويف إلى النصف، باستخدام حقلي تسريع متعارضين.

تسبب إدخال المغنطرون التجويفي في حدوث ثورة في تصميم الرادار، حيث قام بتوليد كميات كبيرة من الطاقة من جهاز صغير الحجم وسهل البناء. ومع ذلك، فقد تطلب أيضًا العديد من التطورات الإضافية قبل أن يتم استخدامه.
فقد كان مذبذبًا محليًا مناسبًا بإشارة تختلف بحوالي 45 ميغاهرتز عن إشارة المرسل، التي تغذي قسم التردد المتوسط لدارات المستقبل. كانت المشكلة أن تردد المغنطرون انجرف أثناء تسخينه وتبريده، وهو ما يكفي لأن هناك حاجة إلى نوع من مصدر ميكروويف قابل للضبط يمكن تعديل تردده ليتناسب. لن يعمل المغنطرون الثاني، ولن ينجرفوا في المزامنة.
نظرًا لأن دائرة الاستقبال لا تتطلب سوى القليل جدًا من طاقة الإخراج، فإن كليسترون، الذي تم تقديمه لأول مرة قبل عامين فقط، كان اختيارًا طبيعيًا. سُئل ساتون، وهو خبير معروف في تصميم الأنابيب، عما إذا كان بإمكانه توفير نسخة يمكن ضبطها عبر نفس النطاق مثل انجراف المغنطرون. نموذج أولي متاح في عام 1940 سمح بالتوليف ببعض الجهد. أثناء عمله، لم يكن مناسبًا لنظام تشغيلي. واصل ساتون وطومسون العمل على المشكلة، وقدما حلاً في أكتوبر عام 1940. أطلق عليها طومسون اسم ساتون، بينما أشار إليها ساتون باسم أنبوب طومسون. تمسك السابق.
كان تقدمهم هو استخدام مرنان واحد وترتيب مادي ذكي لتوفير نفس تأثير تجويفين. لقد فعل ذلك بوضع قطب كهربائي ثانٍ في الطرف البعيد من الأنبوب، «عاكس» أو «مبيد الحشرات»، مما تسبب في دوران الإلكترونات والبدء في التدفق مرة أخرى باتجاه البندقية، على غرار أنبوب باركهاوزن-كورتس. من خلال تغيير جهد العاكس بالنسبة إلى البندقية، يمكن ضبط سرعة الإلكترونات عند وصولها إلى التجويف في المرة الثانية، ضمن الحدود. كان التردد دالة على سرعة الإلكترونات، مما يوفر وظيفة الضبط.
أدى هذا التعديل إلى طي الكليسترون بشكل فعال إلى النصف، مع وجود معظم «الحركة» في وسط الأنبوب حيث تم تحديد المدخلات والمخرجات من التجويف الفردي. علاوة على ذلك، كان داخل الأنبوب فقط الجزء الداخلي من التجويف، وكان السطح الخارجي على شكل غلاف معدني ملفوف حول الأنبوب. يمكن إجراء تغييرات أكبر على التردد عن طريق استبدال الغلاف الخارجي، وهذا يوفر أيضًا موقعًا مناسبًا للتركيب.
لسوء الحظ، احتاج النظام إلى اثنين من مصادر الطاقة عالية الجهد، أحدهما للتسارع الأولي في البندقية، والثاني بين البندقية والعاكس. وبسبب طريقة عمله، اقتصر النظام بشكل عام على ملي واط من الطاقة.

## أنبوب ساتون ناعم
تتمثل إحدى مزايا استخدام الموجات الدقيقة للرادار في أن حجم الهوائي يعتمد على الطول الموجي للإشارة، وبالتالي تتطلب الأطوال الموجية الأقصر هوائيات أصغر بكثير. كان هذا مهمًا للغاية لأنظمة الرادار المحمولة جواً. تطلبت الطائرات الألمانية، التي تستخدم أطوال موجية أطول، هوائيات ضخمة أدت إلى إبطاء الطائرة بين 25 و 50 كم / ساعة بسبب السحب. تتطلب الموجات الدقيقة هوائيات يبلغ طولها بضعة سنتيمترات فقط، ويمكن وضعها بسهولة في مقدمة الطائرة.
تم تعويض هذه الميزة بسبب عدم وجود نظام تبديل للسماح لهوائي واحد بالعمل كمرسل ومستقبل. هذه ليست دائما مشكلة كبيرة. يتكون نظام السلسلة الرئيسية (بالإنجليزية: Chain Home) من مجموعتين من الهوائيات، كما فعلت الرادارات المحمولة جواً مثل الرادار الرابع والمستخدم من قبل منظمة العفو الدولية. في عام 1940، طور برنارد لوفيل حلاً لرادار الميكروويف عن طريق وضع مجموعتين من ثنائيات الأقطاب أمام طبق مكافئ مشترك ووضع قرص من رقائق معدنية بينهما. ومع ذلك، لم يكن هذا ناجحًا بشكل رهيب، وكثيرًا ما يتم حرق الثنائيات البلورية المستخدمة ككاشفات مع انتقال الإشارة عبر القرص أو حوله. كما تم استخدام محلول يستخدم أنبوبي فجوة شرارة، ولكنه كان أقل من المثالي.
تم اقتراح حل أفضل بواسطة آرثر هـ.كوك من مختبر كلاريندون، وتم تطوير الإنتاج بواسطة هربرت ويكفيلد بانكس سكينر جنبًا إلى جنب مع مؤسستي إيه جي وارد وإيه تي ستار في مؤسسة أبحاث الاتصالات. أخذوا أنبوب ساتون وفصلوا مسدس الإلكترون والعاكس، تاركين فقط التجويف. تمت تعبئة هذا بغاز مخفف، في البداية الهيليوم أو الهيدروجين، لكنه استقر في النهاية على كمية ضئيلة من بخار الماء والأرجون.
عندما شوهدت إشارة الإرسال على المدخلات، يتأين الغاز بسرعة (بمساعدة ملف سخان أو راديوم). قدمت الإلكترونات الحرة في البلازما مصدر مقاومة شبه مثالي، مما منع الإشارة من التدفق إلى الخرج. بمجرد توقف الإرسال، تمت إزالة تأين الغاز واختفت المعاوقة بسرعة كبيرة. كانت الأصداء الصغيرة التي تسببها الانعكاسات من الهدف، والتي وصلت لاحقًا بالميكروثانية، أصغر من أن تسبب التأين، وسمحت للإشارة بالوصول إلى الخرج.
وصل أنبوب ساتون الناعم القابل للاستخدام في مارس 1941، ودخل حيز الإنتاج باسم سي في 43. تم استخدامه لأول مرة كجزء من الرادار الثامن والمستخدم أيضاً من قبل منظمة العفو الدولية، فكان أول رادار يعمل بالموجات الدقيقة للطائرات. تم استخدام النظام على نطاق واسع منذ ذلك الحين، حيث ظهر في جميع رادارات الميكروويف المحمولة جواً تقريبًا، بما في ذلك رادار إتش تو إس ورادار إيه إس في مارك III.
كشفت معلومات استخبارات ما بعد الحرب أن الألمان كانوا محيرين لغرض أنبوب ساتون اللين. وقعت عدة أمثلة في أيديهم، لا سيما في روتردام جيرات، وهو غاز كبريتيد الهيدروجين تم التقاطه بشكل كامل إلى حد ما في فبراير 1943. أظهرت المقابلات مع مهندسي الرادار الألمان بعد الحرب أنهم لا يستطيعون فهم الغرض من الأنبوب غير المزود بالطاقة.
تم استخدام أنبوب ساتون الناعم في دائرة تعرف باسم «مفتاح T / R» (أو العديد من الاختلافات حول هذا الموضوع). تم استخدام أنابيب شرارة أخرى لهذا الغرض، في تصميم يعرف باسم «فرع- مزدوج». يتكون هذا من طولين قصيرين من الدليل الموجي حوالي 1/4 من الطول الموجي، وكلاهما يعمل عند وصول الإشارة. بسبب هندسة التخطيط، أدى المساران إلى انعكاس الإشارة. تم استخدام أنابيب ساتون في تصميم أبسط يُعرف باسم «دائرة التحويلة المتفرعة»، والتي كانت على شكل T مع وجود المرسل والهوائي في أي من طرفي الجزء الأفقي من T، والمستقبل في نهاية الجزء الرأسي. من خلال تحديد موقع أنبوب ساتون في الموقع الصحيح على طول الدليل الموجي إلى جهاز الاستقبال، يمكن ترتيب نفس تأثير وحدة الإرسال المزدوجة.

### اقتباسات
1. 1 2 3  Caryotakis 1998.
2. 1 2 3 4 5  Watson 2009.
3. ↑  "Magnetron Theory of Operation", p. 3. نسخة محفوظة 10 أبريل 2021 على موقع واي باك مشين.
4. 1 2 3 4 5 6 7 8  Lovell 1991.
5. ↑  Reg Batt, "The Radar Army: Winning the War of the Airwaves", Hale, 1991, p. 61. نسخة محفوظة 25 نوفمبر 2021 على موقع واي باك مشين.
6. ↑  Jean-Denis G.G. Lepage, "Aircraft of the Luftwaffe, 1935-1945", McFarland, 2009, p. 61. نسخة محفوظة 15 يوليو 2018 على موقع واي باك مشين.
7. 1 2 3  Hodgkin 1994.
8. ↑  Robert Buderi, "The Invention That Changed the World", Touchstone, 1998, p.118. نسخة محفوظة 25 نوفمبر 2021 على موقع واي باك مشين.
9. ↑  Christian Wolff, "Branch- Duplexer" نسخة محفوظة 5 ديسمبر 2020 على موقع واي باك مشين.
10. ↑  C.G. Montgomery, "Microwave Duplexers", MIT نسخة محفوظة 2016-03-06 على موقع واي باك مشين.
11. ↑  A.L. Samuel, J.W. Clark and W.W. Mumford, "The Gas-Discharge Transmit-Receive Switch", Bell System Technical Journal, 1946, p. 54. نسخة محفوظة 2021-08-26 على موقع واي باك مشين.

## فهرس
- Hodgkin، Alan (1994). Chance and Design: Reminiscences of Science in Peace and War. Cambridge University Press. ISBN:9780521456036. مؤرشف من الأصل في 2021-11-24.
- Watson, Jr، Raymond (2009). Radar Origins Worldwide. Trafford Publishing. ISBN:9781426991561. مؤرشف من الأصل في 2022-05-12.
- Lovell، Bernard (1991). Echoes of War: The Story of H2S Radar. CRC Press. ISBN:9780852743171. مؤرشف من الأصل في 2021-11-24.
- Caryotakis، George (أبريل 1998). "The Klystron: A Microwave Source of Surprising Range and Endurance" (PDF). Stanford Linear Accelerator Center. مؤرشف من الأصل (PDF) في 2022-01-21.

## روابط خارجية
- NR89 أنبوب ساتون، مذبذب محلي.
- CV43، مفتاح ساتون.